# Швидка Текля Олександрівна
Те́кля Олекса́ндрівна Швидка (14 жовтня 1906, село Кривошиїнці, тепер Сквирського району Київської області — 1993, село Кривошиїнці Сквирського району Київської області) — українська радянська діячка, новатор сільськогосподарського виробництва, ланкова колгоспу імені Куйбишева села Кривошиїнці Сквирського району Київської області. Герой Соціалістичної Праці (14.08.1952). Депутат Верховної Ради УРСР 3—7-го скликань.

## Біографія
Народилася в бідній селянській родині. З 1929 року працювала колгоспницею колгоспу «Плугатар» (потім — імені Куйбишева) села Кривошиїнці Сквирського району Київської області.
У 1935—1941 роках — ланкова колгоспу імені Куйбишева села Кривошиїнці Сквирського району Київської області. Під час німецько-радянської війни працювала у сільському господарстві.
У 1944—1979 роках — ланкова колгоспу імені Куйбишева села Кривошиїнці Сквирського району Київської області. Вирощувала високі врожаї цукрових буряків та кок-сагиза.
У 1951 році її ланка отримала урожай насіння кок-сагиза 156 кілограмів з гектара на площі 2 гектари. Указом Президії Верховної Ради СРСР від 14 серпня 1952 року за отримання високого урожаю насіння кок-сагиза в 1951 році при виконанні колгоспом плану контрактації коренів і насіння кок-сагиза ланкова Швидка Текля Олександрівна удостоєна звання Героя Соціалістичної Праці з врученням ордена Леніна і золотої медалі «Серп і Молот».
Член КПРС з 1955 року.
З 1979 року — на пенсії у селі Кривошиїнці Сквирського району Київської області.

## Нагороди
- Герой Соціалістичної Праці (14.08.1952)
- чотири ордени Леніна (14.08.1952, 26.02.1958, 3.12.1965,)
- орден Жовтневої Революції (8.04.1971)
- медаль «За доблесну працю у Великій Вітчизняній війні 1941—1945 рр.»
- медалі
- Почесна грамота Президії Верховної Ради Української РСР (15.10.1966)